# Aach (Bade-Wurtemberg)
Pour les articles homonymes, voir Aach.
Aach (prononcé en allemand : [ˈaːx] ) est une ville allemande du Bade-Wurtemberg située dans la région volcanique du Hegau. Située à côté du lac de Constance, cette petite ville (2 161 habitants en 2013) est principalement connue pour sa proximité avec la source d'Aachtopf, la plus importante d'Allemagne.

## Histoire
La première mention de la ville est faite en 1100, et, en 1150, le lieu est désigné sous le nom latin d'Oppidum Ach in Hegovia. Ce n'est qu'en 1283 qu'Aach se voit garantir les droits de ville par Rodolphe Ier du Saint-Empire. Elle fait alors et pour les siècles suivants partie de l'Autriche antérieure.
En 1499, certaines batailles de la guerre de Souabe ont lieu devant les portes d'Aach. De même, 26 ans plus tard, en 1525, la guerre des Paysans allemands touche le bourg, où les aristocrates s'étaient réfugiés depuis les villes plus troublées. La ville est brièvement prise par les paysans rebelles jusqu'en septembre 1525.
Le 25 mars 1799, dans le cadre des guerres napoléoniennes, la ville est le lieu d'une bataille entre l'Autriche et la France qui voit la victoire des troupes françaises. Après la défaite de l'Autriche lors de la Troisième Coalition en 1805, la ville d'Aach est incluse dans le grand-duché de Bade, qui rejoint l'Empire allemand lors de sa proclamation en 1871.
Consécutivement à la Seconde Guerre mondiale, Aach est comprise dans le land de Bade-Wurtemberg, part de la République fédérale d'Allemagne ou Allemagne de l'ouest jusqu'à la réunification en 1989.

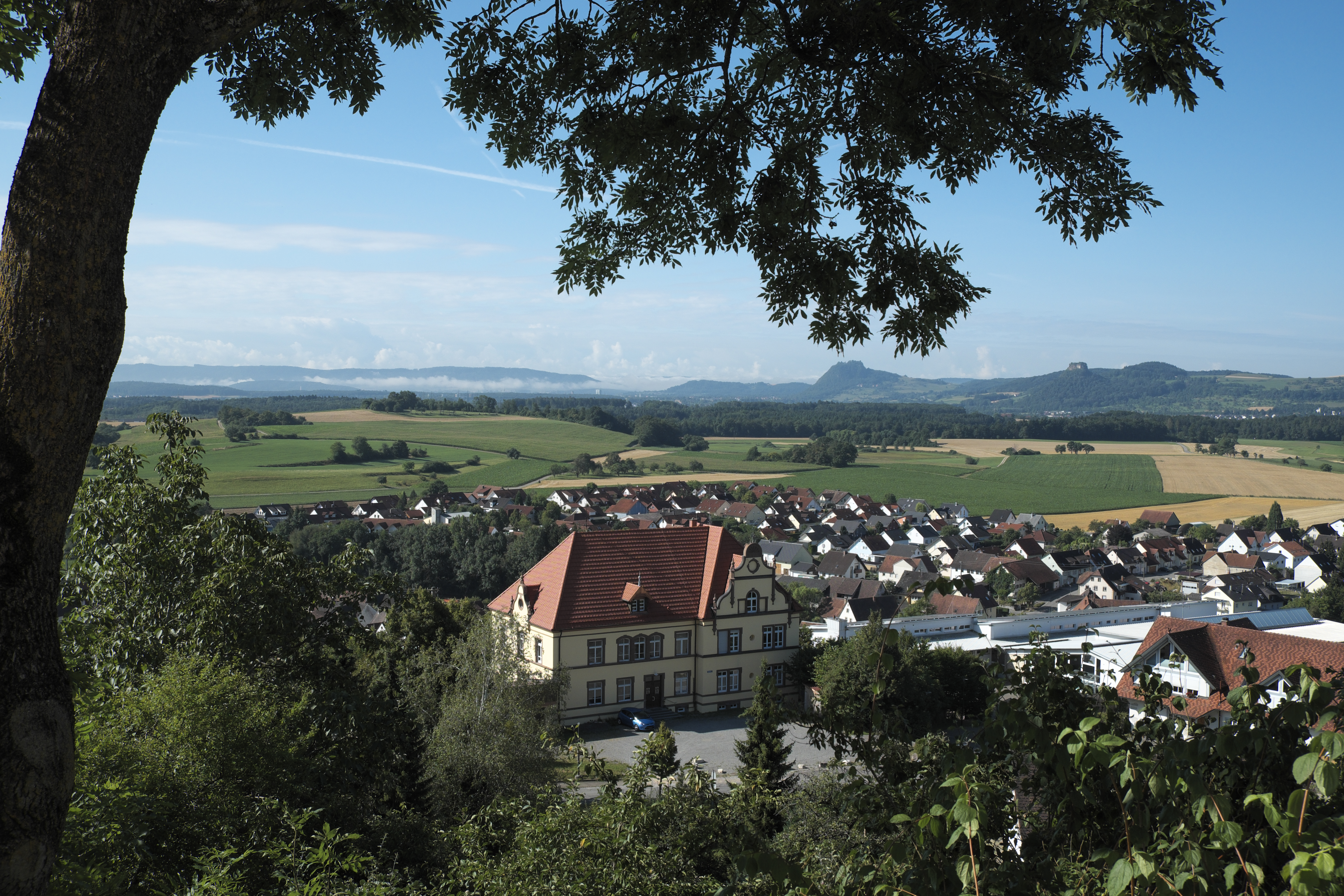

## Administration
Petite ville touristique, le bourg d'Aach a été amené à former avec la ville plus peuplée d'Engen (10 000 habitants) un accord de coopération qui l'amène à partager certains de ses domaines de compétence dans le cadre d'une intercommunalité renforcée.
Le conseil municipal d'Aach comprend douze sièges, et les résultats des élections du 7 juin 2009 donnent cinq sièges aux wählergruppen de la ville, deux sièges au SPD, deux autres à la CDU et un au FDP. Le maire de la ville est Severin Graf, CDU.

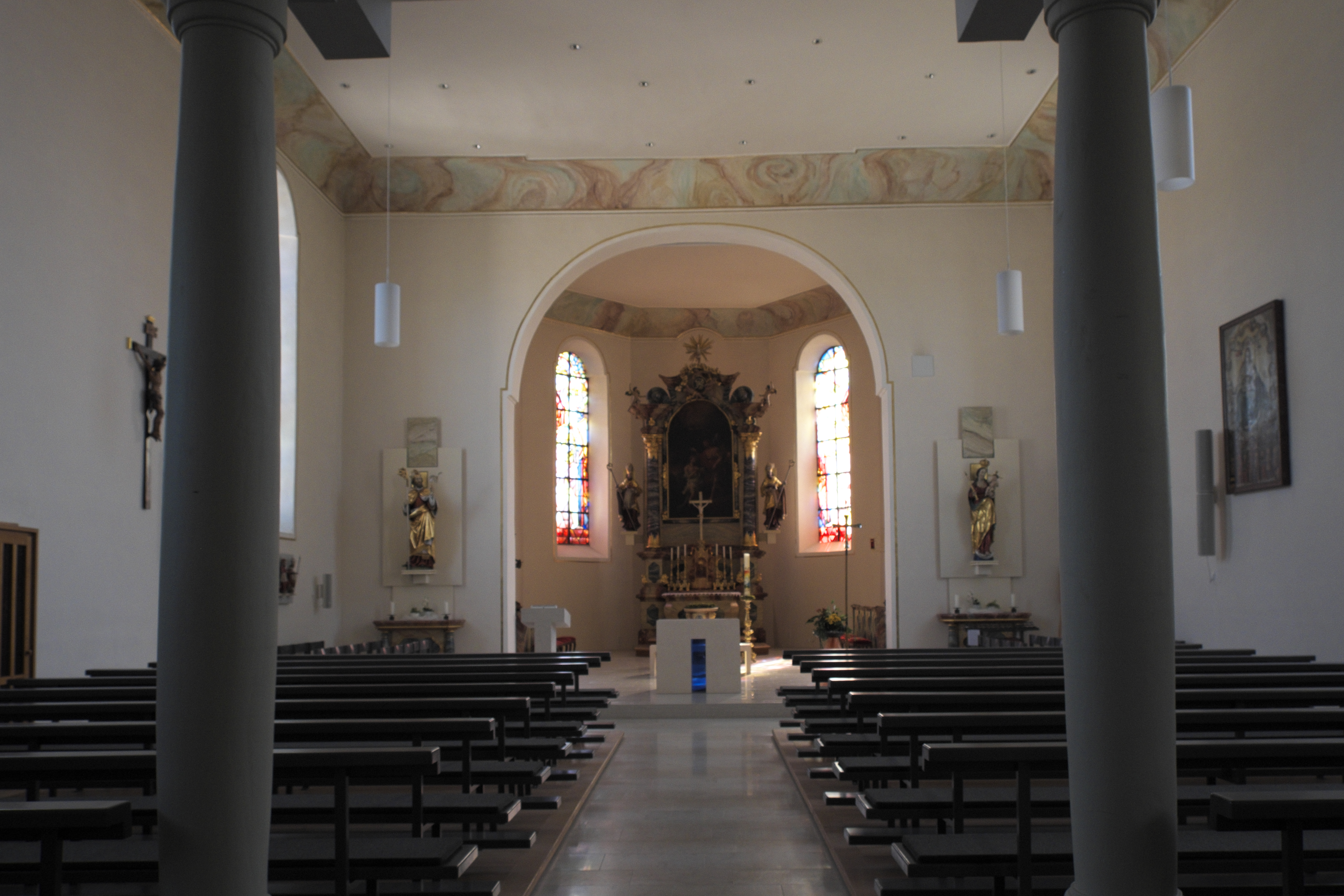
Intérieur de l'église St. Nikolaus.